# Daphne grueningiana
Daphne grueningiana är en tibastväxtart som beskrevs av H. Winkler. Daphne grueningiana ingår i släktet tibaster, och familjen tibastväxter. Inga underarter finns listade i Catalogue of Life.